# Mekarbaru (Petir)
Mekarbaru is een bestuurslaag in het regentschap Serang van de provincie Banten, Indonesië. Mekarbaru telt 4001 inwoners (volkstelling 2010).